# Massimiliano Bocchiardo di San Vitale
Enrico Massimiliano Bocchiardo di San Vitale (Pinerolo, 28 febbraio 1805 – Alessandria, 20 agosto 1856) è stato un generale italiano, decorato con la medaglia d'oro al valor militare a vivente durante il corso della prima guerra d'indipendenza italiana.

## Biografia

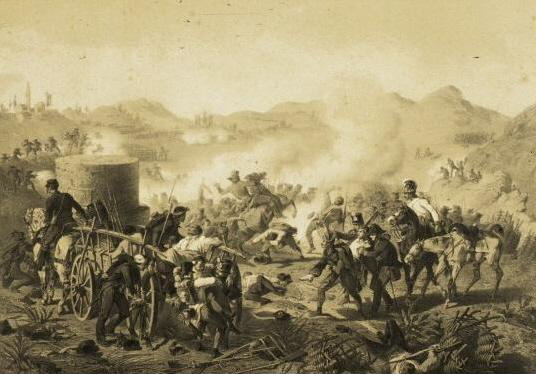
Il combattimento di Rivoli Veronese, 10 giugno 1848 in una litografia di Stanislao Grimaldi Dal Poggetto, circa 1860.

Nacque a Pinerolo il 28 febbraio 1805, figlio di Antonio e Ildearda Cacherano della Rocca. Arruolatosi nell’Armata Sarda all’età di undici anni, frequentò la Regia Accademia Militare di Torino dal 1816 al febbraio 1824, quando entrò in servizio come sottotenente nel Reggimento "Granatieri Guardie". Promosso tenente nel 1829, divenne capitano nel 1834. Partecipò alle operazioni iniziali della campagna del 1848 come comandante della 7ª Compagnia, distinguendosi il 30 aprile durante la battaglia di Pastrengo, dove ottenne una menzione onorevole.
Promosso maggiore il 17 maggio, assunse il comando del III Battaglione del 14º Reggimento fanteria. Il 18 giugno, nel corso della successiva battaglia di Rivoli Veronese, il III Battaglione venne incaricato dal comandante del II Corpo d'armata, generale Gerbaix de Sonnaz, di proteggere il fianco dell’Armata Sarda in movimento verso l'Adige. Attestatosi in posizione difensiva a Corona, sulle pendici del Monte Baldo, insieme a una compagnia di volontari provenienti dalla provincia di Torino, il 18 giugno respinse un attacco portato da una colonna di 3.000 soldati austro-ungarici al comando del colonnello Friedrich Zobel, passando poi decisamente al contrattacco e mettendoli in fuga. Per questo fatto fu decorato della Medaglia d'oro al valor militare a vivente. Dopo la ripresa delle operazioni nel 1849 fu decorato di Medaglia d'argento al valor militare per il coraggio dimostrato durante la battaglia di Novara. Tenente colonnello nel 1851, fu assegnato al 13º Reggimento fanteria della Brigata "Pinerolo" e divenuto colonnello ne assunse il comando nel 1853. Si spense ad Alessandria il 20 agosto 1856.

### Annotazioni
1. ↑  I soldati austriaci vennero ricacciati oltre Ferrara di Monte Baldo con gravi perdite.

### Fonti
1. 1 2 3 4 5 6 7 8 9 10  Poggio 2017, p. 4.
2. 1 2 3 4 5 6 7 8 9 10 11  Combattenti Liberazione.
3. 1 2  Calendario generale pe’ regii stati 1847, p. 359.

### Periodici
- Dario Poggio, Massimiliano Bochard e la storica Brigata Pinerolo, in Vocepinerolese, Pinerolo, gennaio 2017,  p. no.